# Malta (isola)
L'isola di Malta (in latino Melita, in greco Μελίτη?, Melìte) è la più grande delle isole che costituiscono l'arcipelago delle Isole Calipsee e la Repubblica di Malta, appartenenti alla regione geografica italiana.
Malta è localizzata al centro del Mar Mediterraneo, direttamente a sud delle coste italiane e a nord della Libia. Copre un'area di 246 km². Sull'isola è situata la capitale La Valletta. La città più grande è Qormi, e la località più popolosa è Birchircara.

## Geografia
Il paesaggio è caratterizzato da basse colline. Il canale di Gozo, sul versante nord-ovest, la separa dalle vicine isole di Comino, Cominotto e Gozo. A nord si affaccia sul canale omonimo.